# 羅南·柯蒂斯
羅南·柯蒂斯（Ronan Curtis，1996年3月29日—），是一名愛爾蘭的職業足球運動員，司職左翼鋒，現效力於英乙球會AFC溫布頓，同時亦是愛爾蘭國家足球隊其中一員。
2015年柯蒂斯開始職業生涯於德利城，四個賽季共出場100次及攻入24球，2018年5月加盟南英格蘭球會朴茨茅斯，估計轉會費大約£100,000，2019年3月於英格蘭足球聯賽錦標賽首次代表朴茨茅斯出場。

## 榮譽
樸茨茅斯
- 英格蘭足球聯賽錦標賽: 2018–19;[5] 亞軍: 2019–20[6]

## 外部連結
- 足球数据库：羅南·柯蒂斯的球员统计数据
- Profile （页面存档备份，存于） at the Portsmouth F.C. website